# 平石界
平石 界 (ひらいし かい) は、日本の心理学者、慶應義塾大学文学部教授。専門は社会心理学、進化心理学、メタ心理学。人間の社会性や協力行動、心理学における再現性の危機を研究テーマとしている。

## 来歴
東京大学院総合文化研究科、広域科学専攻生命環境科学系博士課程退学。博士 (学術)。安田女子大学心理学部准教授、慶應義塾大学文学部准教授などを経て、2020年から慶應義塾大学文学部教授。

## 受賞歴
- 1997年 - 第9回年次総会 ポスター賞, Human Universality: Evidence from Japan (1) Cognition Studies, Human Behavior and Evolution Society Hasegawa, T, Hiraiwa-Hasegawa, M, Hiraishi, K
- 2007年 - 優秀論文賞, 一般的信頼に及ぼす遺伝と環境の影響：行動遺伝学的・進化心理学的アプローチ, 日本社会心理学会 敷島千鶴, 平石界, 安藤寿康
- 2011年 - 奨励論文賞, 共感性形成要因の検討：遺伝―環境交互作用モデルを用いて, 日本社会心理学会 敷島千鶴, 平石界, 山形伸二, 安藤寿康

## 著書・訳書
- 佐伯 胖, 亀田 達也, 神取 道宏, Rapoport Amnon, 大坪 庸介, 山村 則男, 太田 勝造, 竹澤 正哲, 亀田 達也, 中丸 麻由子, 長谷川 真理子, 平石 界, 内井 惣七, 山岸 俊男, 清成 透子, 谷田 林士, 森平 菜津子 『進化ゲームとその展開』 共立出版、2002年。
- 平石 界 (監修, 翻訳), 長谷 川寿一 (監修, 翻訳), 的場 知之 (監修, 翻訳), 王 暁田 (編集), 蘇 彦捷 (編集) 『進化心理学を学びたいあなたへ: パイオニアからのメッセージ』 東京大学出版会、2018年。